# Skateistan
Skateistan ist eine Nichtregierungsorganisation, die Jugendliche aus verschiedenen ethnischen Gruppen und sozialen Schichten in Afghanistan zusammenbringt. Die Organisation bietet Skateboarding-Lektionen an, die den Jugendlichen Selbstvertrauen geben und ihnen dabei helfen sollen, Grenzen aufgrund von Stammeszugehörigkeit oder sozialer Herkunft zu überwinden. Daneben verfolgt die Organisation das Ziel, die Jugendlichen wieder zum Schulbesuch zu bewegen und ihre Ausbildung durch eigene Bildungsangebote zu unterstützen. Skateistan wurde 2007 gegründet und hat ihr Hauptquartier in der afghanischen Hauptstadt Kabul.

## Geschichte
Gegründet wurde Skateistan vom Australier Oliver Percovich, der im Februar 2007 erstmals Afghanistan besuchte. Skateistan ist die einzige Skateschule in Afghanistan.
Percovich entwickelte die Idee einer Skateschule, als er 2007 mit drei Skateboards im Gepäck in Kabul ankam und beim Skateboarden immer wieder von afghanischen Jungen und Mädchen angesprochen wurde, die auch mit dem Skateboard fahren wollten. Percovich gab zunächst informelle Skate-Lektionen in einem ausgetrockneten Brunnen in Kabul, fasste jedoch bald den Plan, die Aktivitäten auszubauen. Jugendliche in Afghanistan, insbesondere Mädchen, verfügen nur über geringe Möglichkeiten für Sport und Freizeitgestaltung. Percovich hatte die Idee, dass er die Jugendlichen über die Skate-Lektionen erreichen und ihnen ein Gemeinschaftsgefühl vermitteln könnte, das es in Afghanistan mit seinen Stammesstrukturen und starken sozialen Gegensätzen oft nicht gibt. In den folgenden Jahren nahm Skateistan mit der Hilfe internationaler Spender und von Partnern aus der Skateboarding-Industrie langsam Form an. Im Juli 2009 registrierte sich Skateistan offiziell als afghanische Nichtregierungsorganisation.
Am 29. Oktober 2009 eröffnete Skateistan eine Skatehalle mit insgesamt 1.750 m² Fläche. Hier können die afghanischen Schüler in einer sicheren Umgebung das Skaten lernen. In ebenfalls in der Halle eingerichteten Klassenräumen bietet die Organisation zusätzliche Bildungsangebote an, wie zum Beispiel Computer-Kurse.
Im Jahr 2011 erschien der Kurzfilm Skateistan: To Live and Skate Kabul, welcher das Leben einer Gruppe von jungen Skateboardern in Afghanistan verfolgt, und welche Rolle Skateistan dabei einnimmt.
2019 erschien der kurze Dokumentarfilm Learning to Skateboard in a Warzone (If You're a Girl), der die Entwicklung einer Gruppe von Mädchen in Skateistan in Kabul verfolgt.
Im März 2020 wurde das Programm von Skateistan aufgrund der Covid-19-Pandemie erstmals suspendiert.
Als die islamistische Terrorgruppe Taliban im August 2021 die Kontrolle über die afghanische Regierung übernahm, wurde das Programm von Skateistan zum zweiten Mal vorübergehend eingestellt. Daraufhin wurde der Fokus auf den Ausbau des Programms „Skate and Create“ in anderen Ländern gelegt. Seit Ende 2021 führt Skateistan Schulungen in Bolivien, Jordanien, Kenia und Südafrika durch.

## Auszeichnungen
- 2009: „NGO of the Year Award“ im Rahmen des Peace and Sport Forums in Monaco[6]
- 2009: Goldene „Friedenstaube“. Die lebensgroße goldene Taube ist eines von 30 Exemplaren, die der deutsche Künstler Richard Hillinger anlässlich des 60. Jubiläums der UN-Menschenrechtscharta geschaffen hat.[7]
- 2009: 1. Platz in der Kategorie „Architecture for Sport with a Social Outcome“ eines Wettbewerbs der Organisation Architecture for Humanity sowie der Nike-Initiative Gamechangers
- 2010: Auszeichnung des Kurzfilms To Live and Skate Kabul als „Best Documentary“ und „Best Cinematography“ auf dem ersten jährlichen L.A. Skate Film Festival[8]
- 2011: Nominierung des Kurzfilms To Live and Skate Kabul in den Kategorien „Bester Schnitt“ und „Beste Kamera“ auf dem Sundance Film Festival in Salt Lake City, USA
- 2011: Nominierung des Dokumentarfilms Four Wheels and a Board in Kabul für den „Social Justice Award“ auf dem Santa Barbara Film Festival in den USA
- 2011: ISPO „Brand New Social Awareness“ Award
- 2011: Sowohl der Dokumentarfilm Four Wheels and a Board in Kabul als auch der Kurzfilm To Live and Skate Kabul werden als Hauptfilme des Film-Festivals Middle East Now im italienischen Florenz gezeigt.[9]
- 2011: Auszeichnung des Kurzfilms To Live and Skate Kabul als „Best Cultural Film“ auf dem Sheffield Adventure Film Festival[10]
- 2011: Peace & Sport’s „Image of the Year“ Award
- 2011: Beyond Sport Awards: Nominierung in den Kategorien „Sport for Conflict Resolution“ und „Sport for Education“
- 2012: Beyond Sport Awards: „Innovation through Sport“ Jurypreis und Nominierung für den „Sport for Social Inclusion“ Award
- 2017: Creator Award[11]